# Aquelarre (álbum)
Aquelarre es el álbum debut de la banda homónima argentina de rock progresivo editado en 1972.
El disco fue grabado durante los primeros meses de 1972, y lanzado al mercado ese mismo año por la discográfica Trova, mostrando un sonido de rock crudo y elaborado con órgano, similar a Pescado Rabioso, el cual contrastaba con algunas canciones de corte folk.
Sobre esta placa, el guitarrista Héctor Starc recuerda en una entrevista:

El primer long play me parece el más interesante de todos porque es el que más demuestra lo que era el grupo. No hay ningún instrumento que no sea los que usara la banda original, el clavicordio, guitarra, bajo y batería, inclusive hay muy pocos playbacks, lo grabamos en 4 canales y junto con la mezcla usamos en total nada más que 90 horas. Es el disco que tiene el sonido más crudo de Aquelarre.
Rebelde. El rock argentino en los '70

Es un disco compuesto por 6 temas con una duración cercana a los 40 minutos en total. Los temas son extensos, con densos e intrincados desarrollos instrumentales. La guitarra Gibson Les Paul distorsionada de Hector Starc le dan el tono distintivo al trabajo. La reseña de la Revista Pelo fue inmejorable:

Todo el disco respira un aire de prolijidad (por momentos excesivo seamos sinceros), pero una prolijidad no demasiado habitual dentro de la progresiva local. No por eso perdieron el alma, un toque de pasión —amor que se trasluce en las letras: desde la naturalidad de "Cantemos tu nombre" al surrealismo hermético pero filtrable de "Canto". En general la temática del álbum traspasa la barrera de la experiencia íntima, personal (muchas veces desenfocada) de los intérpretes, para ubicar el mundo de los amigos ,de la infancia, del compromiso, en definitiva de la objetiva realidad circundante de un coetáneo de hoy. Las labores individuales son difíciles de destacar o valorizar en una formación compacta como la que Aquelarre está logrando. Segura-mente llamará la atención por lo nuevo el clavicordio de González Neira (desde Ciro Fogliatta probablemente el mejor tecleador argentino), pero no es menos eficaz la feliz combinación rítmica que por momentos logran Del Guercio y Starc, ya anticipada en las zapadas que realizaron juntos aún antes de formar Aquelarre. García es quizás el más pulcro y meticuloso de los cuatro: una batería precisa, desapercibida cuando tiene que serlo y presente con todo en los momentos de fuerza. Este disco es muy importante para la consolidación de Aquelarre como grupo y como imagen necesaria dentro del rock, pero seguramente es más importante para el movimiento en general, mucho más allá de que haya opiniones contrarias o no demasiado entusiastas; su importancia se va a comprobar con el tiempo. Así como algunos años atrás hubo grupos que señalaron un camino. Aquelarre puede llegar a hacerlo también y quizás con más claridad en un ya necesario segundo long play. Los trabajos esbozados en este primer álbum dan la sensación de que el grupo no se termina allí, o que tiene que esperar un tiempito para madurar nuevas cosas. Son seis temas y el oyente esperaría tres o cuatro más. El grupo posee un repertorio más amplio, quedó demostrado en los recitales. Pero en las grabaciones parecen crecer, multiplicarse en la creación. Quizás por el esmerado trabajo que realizaron en los estudios, meticulosidad que ya fue comentada en números anteriores. Esa técnica es probable que arrastre opiniones a enjuiciar cierta frialdad en la música que transmite el disco. Si se lo separa en porciones puramente académica es probable esa conclusión. Pero el resultado total de lo hecho, el sentimiento del long play rebasa con autenticidad esos límites. Es indudable que estamos caminando por otros caminos, que son una herencia de los errores del pasado, y un resultado del refinamiento de ciertos resortes. La confección del álbum por ejemplo (una doble tapa impresa en negro) demuestra imaginación sin efecticismo y un sentido poco usual de lo necesario sin ostentación de fotos, ni colores de super estrellas. Todo indica que estamos transitando por una nueva etapa en el rock: por los grupos, los recitales, los discos como éste. Pero eso es un reflejo de que existe una vocación general por cambiar la cosa. Ellos también lo dicen: Oigan, vayamos a luchar, la historia se murió."
Revista Pelo, abril de 1972.

Décadas después, a partir de las reediciones en CD primero, y posteriormente la digitalización y las plataformas de streaming, fenómenos todos que hicieron despegar el disco de su carácter de "rock nacional argentino" y lo hicieron accesible a oyentes de  todo el mundo, terminó convirtiéndose en un trabajo de culto, especialmente para los fans del rock psicodélico. Internacionalmente se lo valora como un disco de gran calidad surgido en un país y en un momento en el que los músicos no contaban con mucha información, y aun así su somido resulta comparable a obras de rock de vanguardia del mundo anglosajón o de la Europa continental. La página especializada Prog Archives describe su música como "un sofisticado rock'n'roll psicodélico con momentos impresionistas, arreglos artísticos y motivos surrealistas"" y los miembros del foro lo calificaron con 4.01 estrellas (sobre un puntaje máximo de 5).

## Lista de temas
Todas las canciones escritas y compuestas por Aquelarre. 
| Cara A |                                         |          |  |
| N.º    | Título                                  | Duración |  |
| 1.     | «Canto, desde el fondo de las ruinas»   | 3:57     |  |
| 2.     | «Yo seré el animal, vos serás mi dueño» | 5:17     |  |
| 3.     | «Aventura en el árbol»                  | 8:47     |  |
| 18:10  |                                         |          |  |

| Cara B |                               |          |  |
| N.º    | Título                        | Duración |  |
| 1.     | «Jugador, campos para luchar» | 6:53     |  |
| 2.     | «Cantemos tu nombre»          | 5:25     |  |
| 3.     | «Movimiento»                  | 7:50     |  |
| 20:20  |                               |          |  |

## Músicos
- Emilio del Guercio: Bajo, Guitarra acústica en "Yo seré el animal, vos serás mi dueño", Guitarra Americana en "Cantemos tu nombre" y voz líder en "Canto", "Yo Seré El Animal, Vos Serás Mi Dueño", "Jugador, Campos Para Luchar", coros.

- Héctor Starc: Guitarra eléctrica, Guitarra acústica y Hawaiana en "Cantemos tu nombre"

- Hugo González Neira: Órgano Hammond, Clavinet, voz líder en "Cantemos Tu Nombre", "Movimiento", "Aventura En El Árbol", coros.

- Rodolfo García: Batería, coros.